# Nicola Tarino
Nicola Martiniano Tarino (1765 – 1829) è stato un architetto piemontese, attivo nel territorio biellese.

## Biografia ed opere
Laureatosi alla Regia Università di Torino nel 1787, sul finire del XVIII secolo collaborò ad alcuni lavori per il Sacro Monte di Oropa.
Dopo il 1798, a seguito dell'ingresso a Biella delle truppe napoleoniche, curò i lavori per il cambio di destinazione dell'antico Convento di San Sebastiano, trasformato in deposito di mendicità della città.
Fra il 1816 e il 1821 diresse i lavori per la costruzione del Palazzo comunale di Candelo, dallo stile neoclassico.
Nel 1817 progettò il campanile della parrocchiale di S. Nicolò a Zubiena e, alla morte di Ignazio Giulio, divenne sovrintendente alla Fabbrica del Duomo di Biella. In quegli anni l'edificio subì radicali cambiamenti, come l'allungamento delle navate e la costruzione di una nuova facciata, su progetto dell'architetto Felice Marandono.
Del 1827 è il progetto per il nuovo cimitero di Biella.
Nel 2003 gli è stata dedicata a Biella la mostra "Nicola M. Tarino (1765-1829) - Un architetto tra Illuminismo e Positivismo", in cui vennero esposti libri, progetti e disegni e dalla quale è stata tratta l'omonima pubblicazione.